# Coll (Mull)

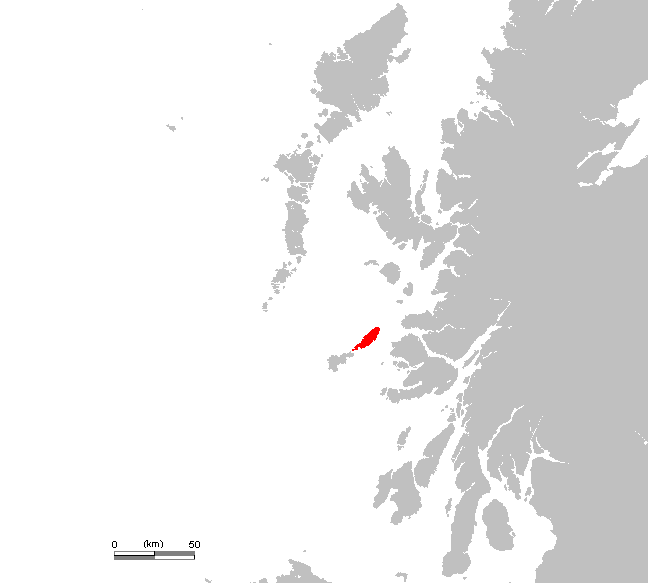
Coll elhelyezkedése Skóciában

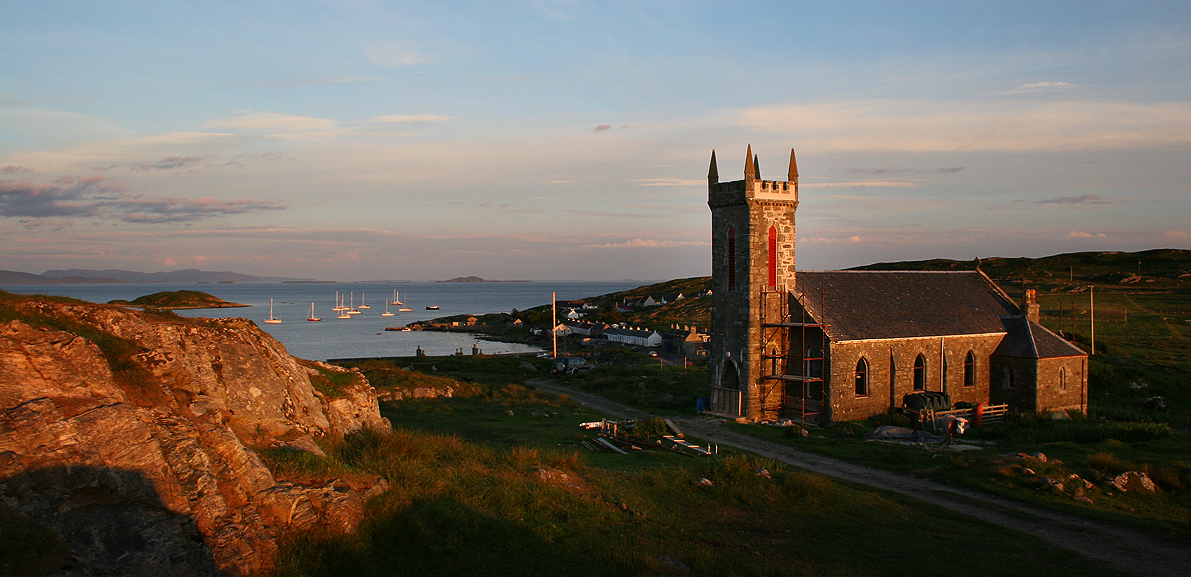
Arinagour

Coll (skót nyelven: Colla) a Belső-Hebridák egyik szigete Skóciában. Bár a sziget lakott – 2024-ben 171-en lakták –, a turisták többnyire elkerülik. Ez az oka annak, hogy még a Hebridák általános ellátottságához képest is kevés itt a szállás, az étkezési lehetőség. A sziget fátlan, a partja kopár, homokos; azonban a Hebridákon szokottnál valamivel több a napfény. Sok látnivalója nincs a szigetnek.
Komppal lehet megközelíteni Obanból egy 2 óra 40 perces úttal. A komp a sziget egyetlen nagyobb falujában, Arinagourban köt ki, ahol a sziget lakosságának a fele él, körülbelül 80 ember. A sziget többi lakosa szétszórt, mért Arinagournál is kisebb településeken lakik. A faluban nincs benzinkút, így az autót érdemes itt letenni, de ez nem okozhat problémát, mivel a sziget csupán 20,9 kilométer hosszú és 4,8 kilométer széles.
A sziget legjobb tengerparti szakaszai a Killunaig, Hogh Bay és a Feall Bay. Ez utóbbit óriási homokdűnék választják el a Crossapool Baytől. A közelben, Loch Breachacha partján áll a helyreállított középkori Breachacha vár, amit a colli Macleanek építettek. Ma tengerentúli önkéntesek kiképzőiskolája működik benne, néha megtekinthető turisták számára is.
A sziget legmagasabb pontja a 104 méter magas Ben Hogh, ahonnan jó kilátás nyílik a környékre.
Coll 500 évig a Maclean klán otthona volt. 1590-ben a duarti és a colli Macleanek csatában döntötték el, kié legyen a sziget. A csata a Breachacha várnál zajlott, és a colliak győzelmével ért véget. A duartiak fejét levágták, és egy folyóba dobták, amit ma is a "fejek folyójának" hívnak. A vár 1848-ig volt a colli Macleanek tulajdonában, amikor az utolsó tagja a családnak, Alexander Maclean kivándorolt Dél-Afrikába, és ott agglegényként halt meg.
Collon, hasonlóan több más hebridai szigethez, számos mesterséges szigetet építettek a tavakra, köztük az egyik legutolsót, a Dun Anlaimhet a késő középkorban.
A sziget lakosainak száma a múltban nagyobb volt, mintegy ezren lakták, akik halászatból és mezőgazdaságból éltek. Az 1830-as, 1840-es években kitelepítések voltak, ekkor a lakosság fele elhagyta a szigetet, többen Kanadába illetve Ausztráliába vándoroltak ki.
Collon a ritka harisok egy populációja is él, amik védettséget élveznek.

## Fordítás
- Ez a szócikk részben vagy egészben  a   Coll című angol Wikipédia-szócikk ezen változatának fordításán alapul.  Az eredeti cikk szerkesztőit annak laptörténete sorolja fel. Ez a jelzés csupán a megfogalmazás eredetét és a szerzői jogokat jelzi, nem szolgál a cikkben szereplő információk forrásmegjelöléseként.